# Reiterstandbild Ludwigs I.

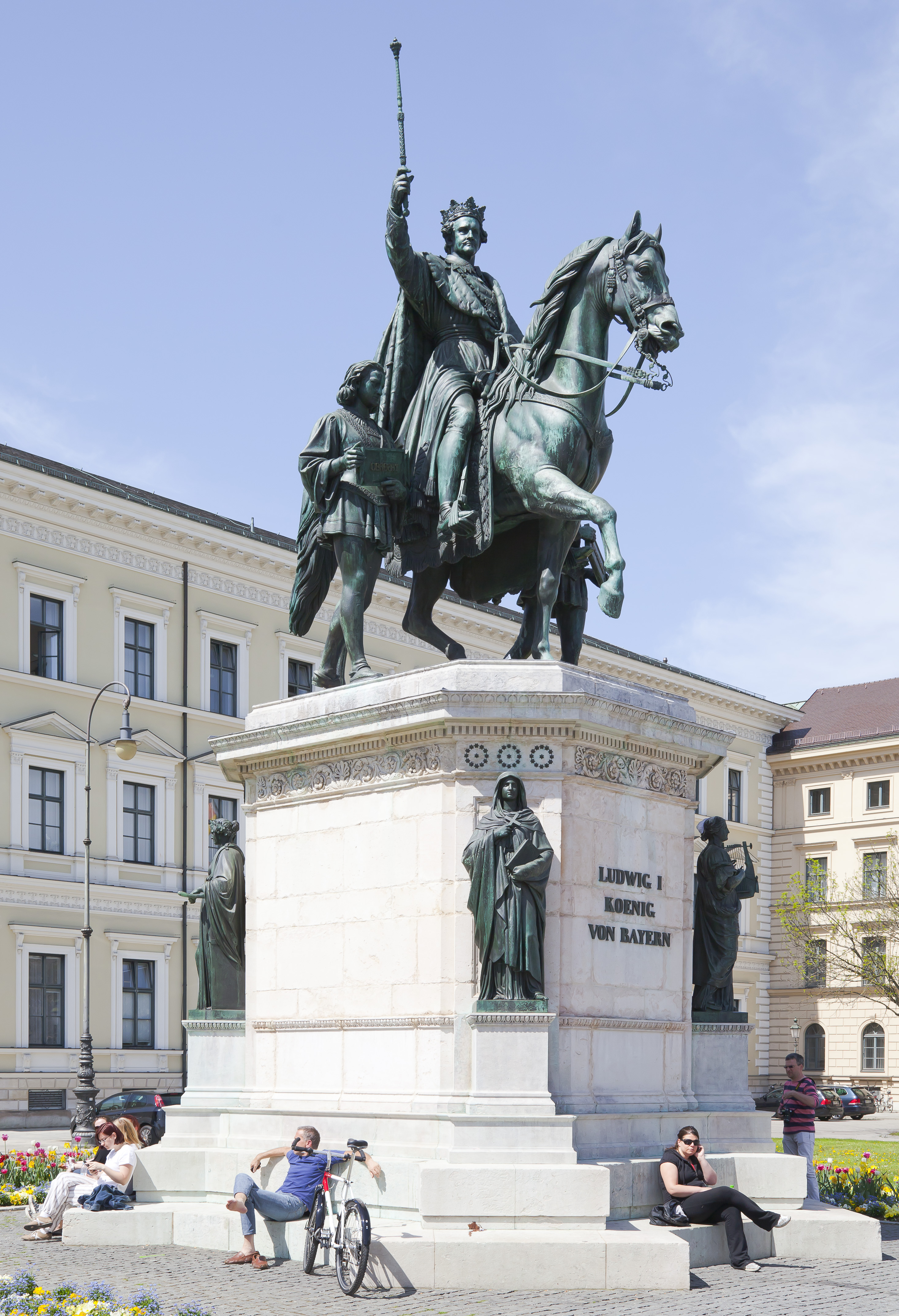
Das Reiterstandbild Ludwigs I.

Das Reiterstandbild des Königs Ludwig I. von Bayern auf dem Odeonsplatz in München wurde 1857–1862 vom Bildhauer Max von Widnmann im Stil der Neurenaissance gestaltet und von Ferdinand von Miller d. Ä. gegossen.

## Beschreibung
Die Figuren sind aus Bronze, der Sockel ist aus Stein. Die Hauptfigur zeigt Ludwig I. zu Pferd mit Krone und Zepter; die Nebenfiguren zeigen Allegorien auf die Gerechtigkeit und die Beharrlichkeit, entsprechend dem Motto des Königs. Die Eckfiguren zeigen Allegorien auf die Religion, die Poesie, die Industrie und die Architektur, entsprechend den Interessen des Königs. Der Sockel hat die Inschriften „Ludwig I Koenig von Bayern“ auf der Vorderseite und „Errichtet aus Dankbarkeit von der Stadt München am XXV. August MDCCCLXII“ auf der Rückseite. Entsprechend wurde das Reiterstandbild am 25. August 1862 errichtet.

## Statuen an den Ecken des Sockels
Die Eckfiguren zeigen Allegorien auf die Architektur, die Industrie, die Religion und die Poesie 

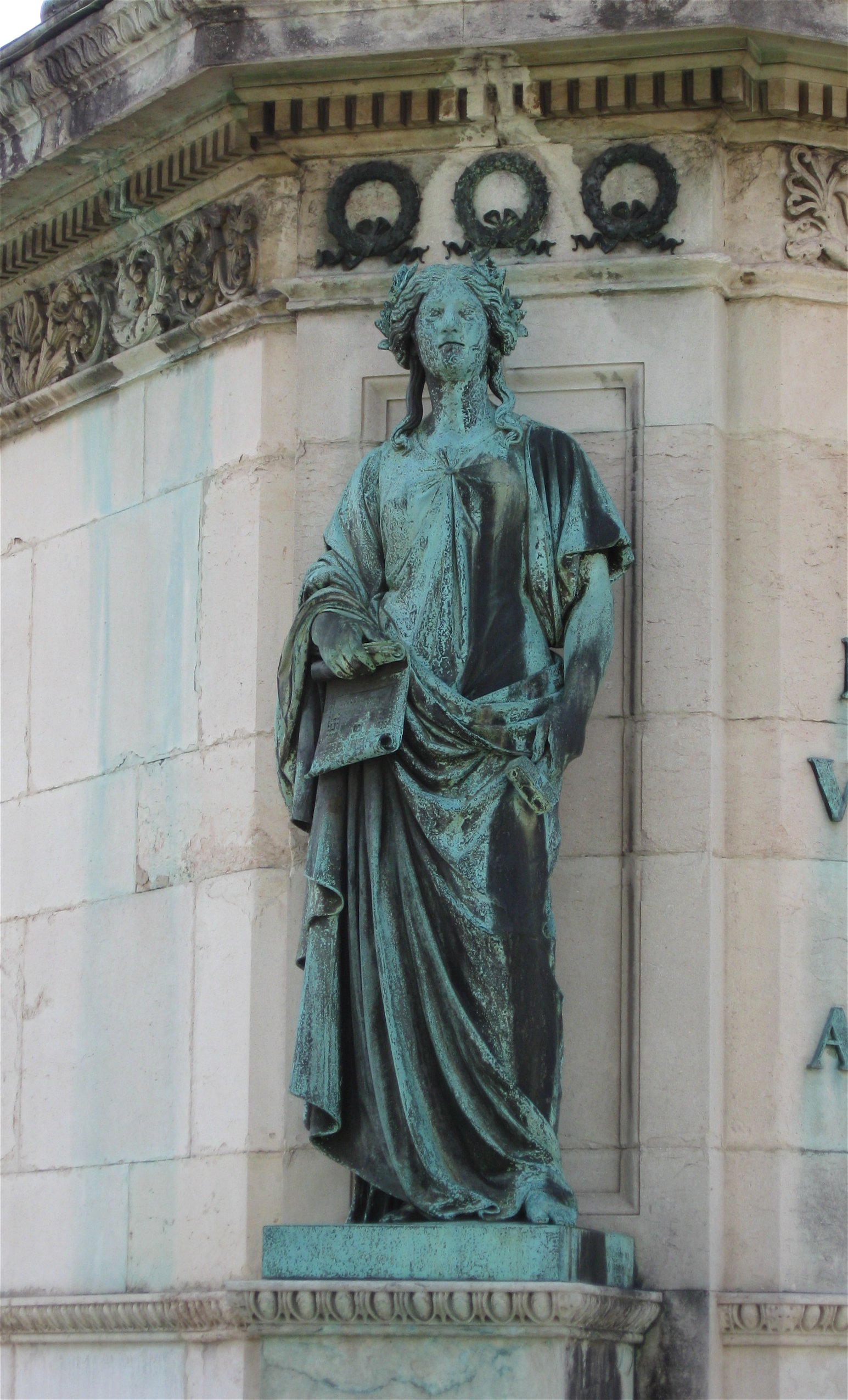
Architektur
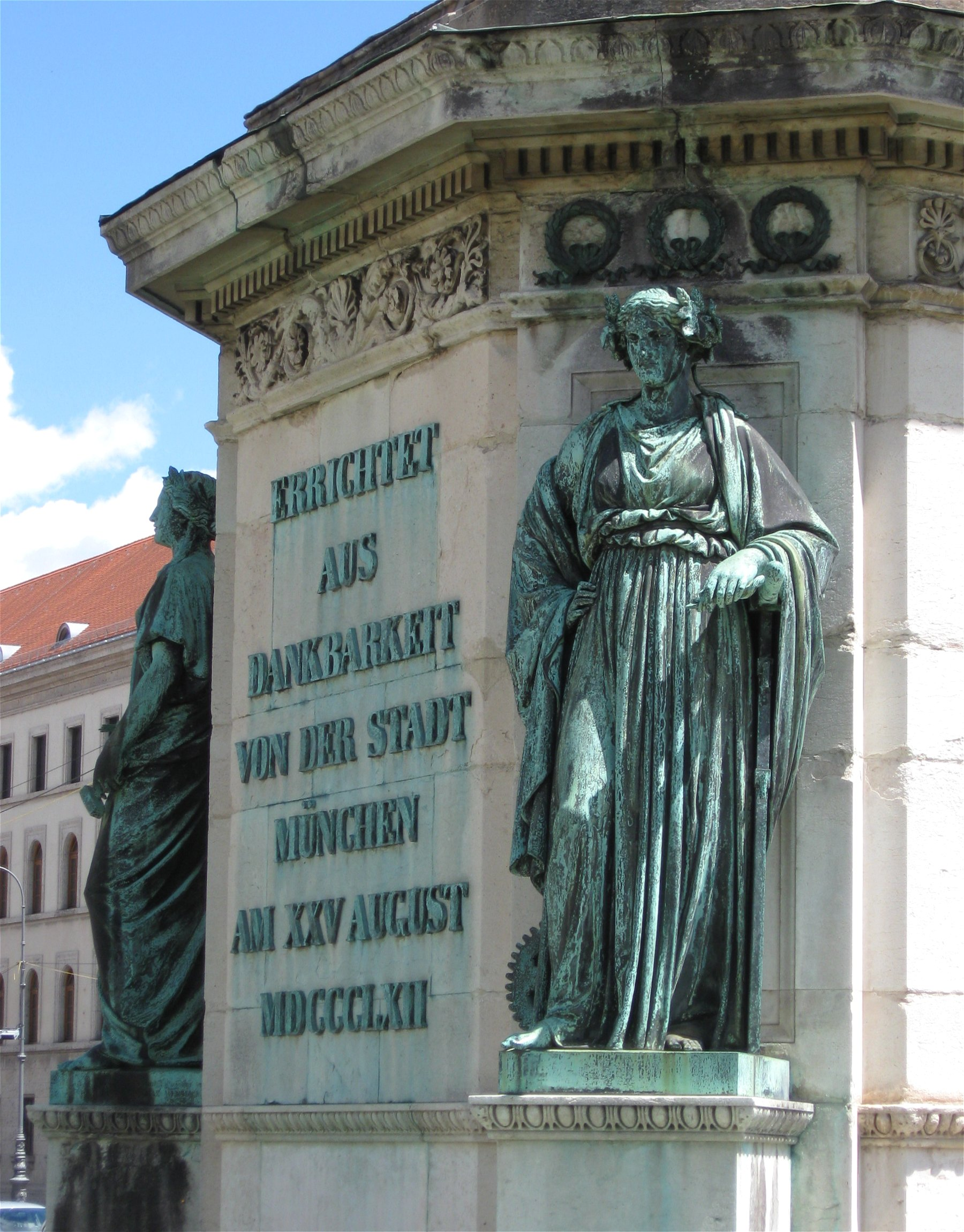
Industrie
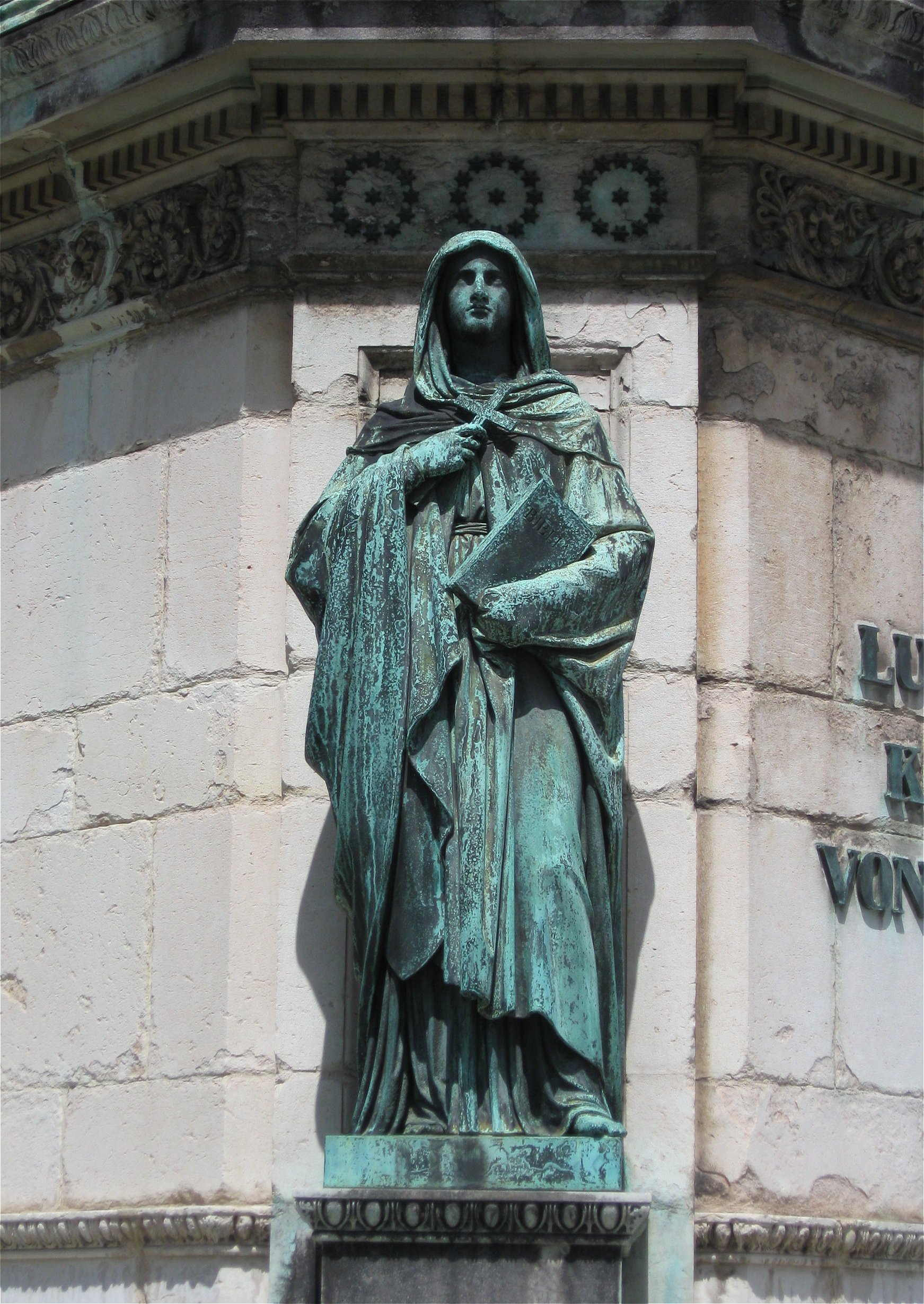
Religion
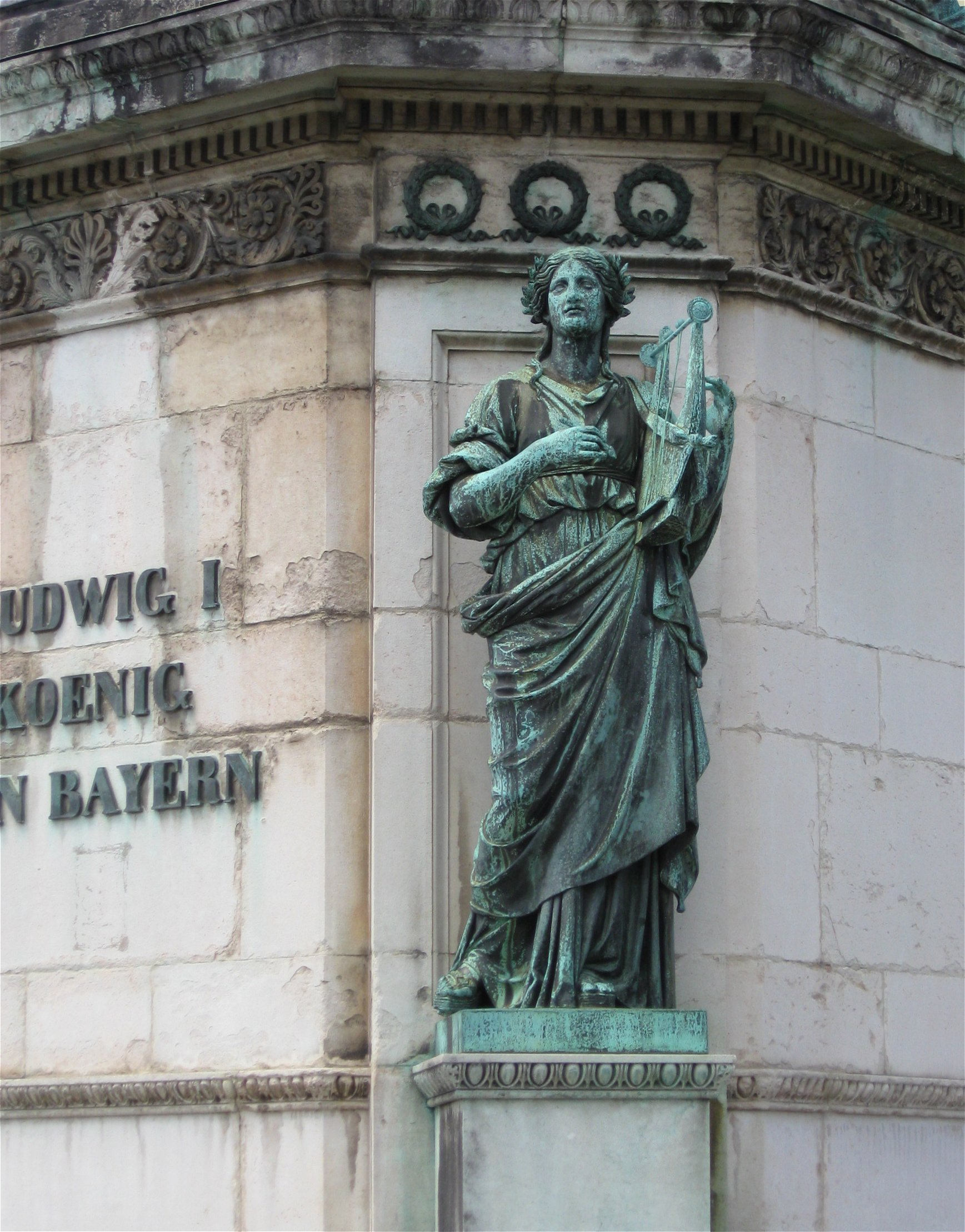
Poesie

## Denkmalschutz
Das Reiterstandbild Ludwigs I. steht unter Denkmalschutz und ist unter der Aktennummer D-1-62-000-4934 in der Denkmalliste des Bayerischen Landesamtes für Denkmalpflege erfasst.